# Luzern (district)
Het district Luzern  (Duits: Bezirk Luzern) is een voormalig district in het kanton Luzern. Het district had  als hoofdplaats de stad Luzern.
Op 17 juni 2007 werd in de Kantonsraad van Luzern een nieuwe wet voor de indeling van het kanton aangenomen waarmee de districten van Luzern per 1 januari 2008 de districten werden afgeschaft.
Het district omvatte de volgende gemeenten:
| Wapen         | Gemeentenaam                                        | Inwoners (31/12/2005) | Oppervlakte (km²) |
| ------------- | --------------------------------------------------- | --------------------- | ----------------- |
| Adligenswil   | Adligenswil                                         | 5369                  | 6,99              |
| Buchrain      | Buchrain                                            | 5282                  | 4,80              |
| Dierikon      | Dierikon                                            | 1268                  | 2,78              |
| Ebikon        | Ebikon                                              | 11.486                | 9,69              |
| Gisikon       | Gisikon                                             | 887                   | 1,08              |
| Greppen       | Greppen                                             | 889                   | 5,25              |
| Honau         | Honau                                               | 352                   | 1,25              |
| Horw          | Horw                                                | 12.428                | 20,43             |
| Kriens        | Kriens                                              | 25.329                | 27,31             |
| Littau        | Littau tot 31 December 2009, daarna deel van Luzern | 16.148                | 13,27             |
| Luzern        | Luzern                                              | 57.517                | 24,15             |
| Malters       | Malters                                             | 6143                  | 28,57             |
| Meggen        | Meggen                                              | 6371                  | 13,93             |
| Meierskappel  | Meierskappel                                        | 1079                  | 9,23              |
| Root          | Root                                                | 3826                  | 8,65              |
| Schwarzenberg | Schwarzenberg                                       | 1556                  | 39,31             |
| Udligenswil   | Udligenswil                                         | 2108                  | 6,22              |
| Vitznau       | Vitznau                                             | 1246                  | 11,76             |
| Weggis        | Weggis                                              | 3843                  | 25,29             |
|               | Totaal (19)                                         | 163.127               | 259,92            |